# Amalia Carlotta di Svezia
Amalia di Svezia (Stoccolma, 22 febbraio 1805 – Oldenburg, 31 agosto 1853) è stata una principessa svedese.

## Biografia
Era figlia del re Gustavo IV Adolfo di Svezia e di Federica di Baden.
Quando suo padre venne deposto nel 1809, lei aveva solo quattro anni e lasciò la Svezia insieme alla sua famiglia.
Si stabilirono in Baden, nelle terre natali di sua madre.
Si interessava di musica e fu amica del soprano Jenny Lind.
Soffriva di rachitismo e morì nubile e senza figli.

## Ascendenza
|                              |                         |                                                | Genitori                                 |  |  | Nonni |  |  | Bisnonni                  |  |  | Trisnonni                             |  |
|                              |                         |                                                |                                          |  |  |       |  |  | Adolfo Federico di Svezia |  |  | Cristiano Augusto di Holstein-Gottorp |  |
|                              |                         |                                                |                                          |  |  |       |  |  | Adolfo Federico di Svezia |  |  | Cristiano Augusto di Holstein-Gottorp |  |
|                              |                         | Albertina Federica di Baden-Durlach            |                                          |  |  |       |  |  | Adolfo Federico di Svezia |  |  |                                       |  |
| Gustavo III di Svezia        |                         |                                                |                                          |  |  |       |  |  | Adolfo Federico di Svezia |  |  |                                       |  |
|                              |                         | Luisa Ulrica di Prussia                        | Federico Guglielmo I di Prussia          |  |  |       |  |  |                           |  |  |                                       |  |
|                              |                         | Luisa Ulrica di Prussia                        | Federico Guglielmo I di Prussia          |  |  |       |  |  |                           |  |  |                                       |  |
|                              |                         | Luisa Ulrica di Prussia                        | Sofia Dorotea di Hannover                |  |  |       |  |  |                           |  |  |                                       |  |
| Gustavo IV Adolfo di Svezia  |                         | Luisa Ulrica di Prussia                        |                                          |  |  |       |  |  |                           |  |  |                                       |  |
|                              |                         | Federico V di Danimarca                        | Cristiano VI di Danimarca                |  |  |       |  |  |                           |  |  |                                       |  |
|                              |                         | Federico V di Danimarca                        | Cristiano VI di Danimarca                |  |  |       |  |  |                           |  |  |                                       |  |
|                              |                         | Federico V di Danimarca                        | Sofia Maddalena di Brandeburgo-Kulmbach  |  |  |       |  |  |                           |  |  |                                       |  |
| Sofia Maddalena di Danimarca |                         | Federico V di Danimarca                        |                                          |  |  |       |  |  |                           |  |  |                                       |  |
|                              |                         | Luisa di Hannover                              | Giorgio II di Gran Bretagna              |  |  |       |  |  |                           |  |  |                                       |  |
|                              |                         | Luisa di Hannover                              | Giorgio II di Gran Bretagna              |  |  |       |  |  |                           |  |  |                                       |  |
|                              |                         | Luisa di Hannover                              | Carolina di Brandeburgo-Ansbach          |  |  |       |  |  |                           |  |  |                                       |  |
| Amalia Carlotta di Svezia    |                         | Luisa di Hannover                              |                                          |  |  |       |  |  |                           |  |  |                                       |  |
|                              | Carlo Federico di Baden | Federico di Baden-Durlach                      |                                          |  |  |       |  |  |                           |  |  |                                       |  |
|                              | Carlo Federico di Baden | Federico di Baden-Durlach                      |                                          |  |  |       |  |  |                           |  |  |                                       |  |
|                              | Carlo Federico di Baden | Amalia di Nassau-Dietz                         |                                          |  |  |       |  |  |                           |  |  |                                       |  |
| Carlo Luigi di Baden         | Carlo Federico di Baden |                                                |                                          |  |  |       |  |  |                           |  |  |                                       |  |
|                              |                         | Carolina Luisa d'Assia-Darmstadt               | Luigi VIII d'Assia-Darmstadt             |  |  |       |  |  |                           |  |  |                                       |  |
|                              |                         | Carolina Luisa d'Assia-Darmstadt               | Luigi VIII d'Assia-Darmstadt             |  |  |       |  |  |                           |  |  |                                       |  |
|                              |                         | Carolina Luisa d'Assia-Darmstadt               | Carlotta di Hanau-Lichtenberg            |  |  |       |  |  |                           |  |  |                                       |  |
| Federica di Baden            |                         | Carolina Luisa d'Assia-Darmstadt               |                                          |  |  |       |  |  |                           |  |  |                                       |  |
|                              |                         | Luigi IX d'Assia-Darmstadt                     | Luigi VIII d'Assia-Darmstadt             |  |  |       |  |  |                           |  |  |                                       |  |
|                              |                         | Luigi IX d'Assia-Darmstadt                     | Luigi VIII d'Assia-Darmstadt             |  |  |       |  |  |                           |  |  |                                       |  |
|                              |                         | Luigi IX d'Assia-Darmstadt                     | Carlotta di Hanau-Lichtenberg            |  |  |       |  |  |                           |  |  |                                       |  |
| Amalia d'Assia-Darmstadt     |                         | Luigi IX d'Assia-Darmstadt                     |                                          |  |  |       |  |  |                           |  |  |                                       |  |
|                              |                         | Carolina del Palatinato-Zweibrücken-Birkenfeld | Cristiano III del Palatinato-Zweibrücken |  |  |       |  |  |                           |  |  |                                       |  |
|                              |                         | Carolina del Palatinato-Zweibrücken-Birkenfeld | Cristiano III del Palatinato-Zweibrücken |  |  |       |  |  |                           |  |  |                                       |  |
|                              |                         | Carolina del Palatinato-Zweibrücken-Birkenfeld | Carolina di Nassau-Saarbrücken           |  |  |       |  |  |                           |  |  |                                       |  |
|                              |                         | Carolina del Palatinato-Zweibrücken-Birkenfeld |                                          |  |  |       |  |  |                           |  |  |                                       |  |